# Казароти (Верона)
Казароти је насеље у Италији у округу Верона, региону Венето.
Према процени из 2011. у насељу је живело 76 становника. Насеље се налази на надморској висини од 105 м.